# Hermann von Dewitz (General)
Karl Hermann von Dewitz (* 18. August 1813 in Wussow, Kreis Naugard; † 7. Juni 1866 in Stargard in Pommern) war ein preußischer Generalmajor.

## Leben

### Herkunft
Hermann war ein Sohn des preußischen Kapitäns, Herrn auf Wussow sowie Landrat des Kreises Naugard Ludwig von Dewitz (1772–1857) und dessen Ehefrau Eleonore, geborene von Engel (1773–1841) aus dem Hause Breesen.

### Militärkarriere
Dewitz besuchte das Berliner Kadettenhaus und wurde anschließend am 10. August 1831 als Sekondeleutnant dem 13. Infanterie-Regiment der Preußischen Armee überwiesen. Am 14. August 1834 wurde er mit Patent vom 20. November 1831 in das 9. Infanterie-Regiment versetzt. Zur weiteren Ausbildung absolvierte er von Oktober 1834 bis Juni 1837 die Allgemeine Kriegsschule. 1840 folgte sein Kommandierung zum Lehr-Infanterie-Bataillon. Im Jahr 1844 wurde er zum Regimentsadjutant ernannt und am 15. November 1845 zur Dienstleistung als Adjutant der 4. Landwehr-Brigade kommandiert. In dieser Eigenschaft stieg Dewitz Mitte Februar 1846 zum Premierleutnant auf. Nach seiner Teilnahme an der Niederschlagung der Badischen Revolution wurde er am 22. Dezember 1849 mit der Beförderung zum Hauptmann als Kompaniechef in das 20. Infanterie-Regiment versetzt. Am 28. Februar 1857 wurde Dewitz als Major in das 8. Infanterie-Regiment (Leib-Infanterie-Regiment) versetzt und bis 6. August 1858 als Kommandeur des 3. kombinierten Reserve-Bataillons kommandiert. Anschließend erhielt er das Kommando über das II. Bataillon und avancierte am 18. Oktober 1861 zum Oberstleutnant. Am 10. Februar 1863 beauftragte man ihn zunächst mit der Führung des 4. Ostpreußischen Grenadier-Regiments Nr. 5 in Danzig und ernannte ihn am 17. März 1863 als Oberst zum Regimentskommandeur. In dieser Stellung erhielt er anlässlich des Ordensfestes im Januar 1865 den Roten Adlerorden III. Klasse mit Schleife. Unter Verleihung des Charakters als Generalmajor wurde Dewitz am 10. Februar 1866 mit Pension zur Disposition gestellt. Er verstarb kurz darauf an Schwindsucht.

### Familie
Dewitz heiratete am 30. November 1846 in Stargard Emma von Arnim (1828–1898). Das Paar hatte mehrere Kinder:
- Kurt (1847–1925), Oberpräsident in Schleswig-Holstein sowie Mitglied des Preußischen Herrenhauses ⚭ 1877 Lina Sutor (* 1856)
- Elisabeth Laura Eleonore (1849–1850)
- Cäcilie Hermine (1850–1859)
- Wilhelm Albert Emanuel (1852–1877), preußischer Premierleutnant
- Marie Elisabeth Cäcilie (1854–1870)
- Paul Hermann (1856–1873), Kadett in Berlin
- Otto Albert Adolf (1858–1916) ⚭ 1887 Mathilde Grünhagen (1865–1931)
- Georg (* 1860), preußischer Hauptmann
- Ida (1864–1876)